# 712 Boliviana
712 Boliviana је астероид главног астероидног појаса са пречником од приближно 127,57 .
Афел астероида је на удаљености од 3,053 астрономских јединица (АЈ) од Сунца, а перихел на 2,096 АЈ.
Ексцентрицитет орбите износи 0,185, инклинација (нагиб) орбите у односу на раван еклиптике 12,761 степени, а орбитални период износи 1509,370 дана (4,132 године).
Апсолутна магнитуда астероида је 8,32 а геометријски албедо 0,051.
Астероид је откривен 19. марта 1911. године.